# Beilschmiedia lancilimba
Espèce
Synonymes
- Beilschmiedia lancifolia (Engl. & K.Krause) Robyns & R.Wilczek[1]
- Tylostemon lancifolius Engl. & K.Krause[1]

Beilschmiedia lancilimba est une espèce de plantes à fleurs de la famille des Lauraceae et du genre Beilschmiedia selon la classification phylogénétique.

## Découverte et description
Beilschmiedia lancilimbaest une plante endémique du Cameroun.